# یوری موروزوف
یوری موروزوف (استونیایی: Jüri Morozov؛ زادهٔ ۱۰ سپتامبر ۱۹۵۸) سیاستمدار و نماینده سابق مجلس اهل استونی است.